# Kim Čong-čchol
Kim Čong-chul (korejsky 김정철, hanča 金正哲, * 25. září 1981, Pchjongjang) je bývalý severokorejský politik, syn Kim Čong-ila a starší bratr Kim Čong-una.

## Životopis
Kim Čong-chul se narodil v roce 25. září 1981 v Pchjongjangu. Je synem Kim Čong-ila a jeho manželky Ko Jong-hui. Do roku 2003 nebyl téměř vidět, pozornost se zaměřovala na nejstaršího syna Kim Čong-nama, o kterém se předpokládalo, že bude nástupcem Kim Čong-ila. V květnu 2001 byl však Kim Čong-nam zadržen na japonském letišti, jak se snaží vycestovat na falešný pas Dominikánské republiky. Kvůli tomuto incidentu upadl Kim Čong-nam v nemilost režimu a nástupcem se stal Kim Čong-un.
Nejspíše studoval ve Švýcarsku, stejně jako jeho starší bratr, pod jménem Chol Pak jako syn zaměstnance severokorejského velvyslanectví. Dle Kenjiho Fujimota, bývalého šéfkuchaře Kim Čong-ila, otec Kim Čong-chula nebral vážně, neboť byl údajně zženštilý a neměl kvalifikaci na vedení státu. I přesto se o něm ještě roku 2007 uvažovalo jako o potencionálním budoucím vůdci Severní Koreje.
Roku 2007 se dostal do jedné z divizí v Korejské straně práce. Dle pročínských hongkongských novin Wen Wei Po, Kim Čong-chul osobně vedl zatčení svého strýce, Čang Song-tcheka v roce 2013.

## Osobní život
Kim Čong-chul je velkým fanouškem Erica Claptona. Navštívil jeho koncerty v Německu (2006), Singapuru (2011) a v Londýně (2015). Novináři jej ani při těchto příležitostech nemohli kontaktovat. 
Kim Čong-chul nemá politické ambice. Žije tichým životem v Pchjongjangu, kde hraje na kytaru v kapele.